# José de Jesús López y González
José de Jesús López y González (Aguascalientes, 15 ottobre 1872 – Città del Messico, 11 novembre 1950) è stato un vescovo cattolico messicano.

## Biografia
Studiò lettere e filosofia nel Seminario di Aguascalientes e completò la sua formazione teologica a Guadalajara, dove fu ordinato prete dall'arcivescovo Pedro José de Jesús Loza y Pardavé.
Fu vicario cooperatore e parroco nella diocesi di Aguascalientes e, su incarico del vescovo Ignacio Valdespino y Díaz, curò le scuole primarie aperte in diocesi per l'educazione dei bambini poveri: durante questo periodo maturò l'idea di fondare una congregazione di suore insegnanti per l'educazione cristiana della gioventù delle classi più umili.
Eletto vescovo di Didima in partibus e ausiliare di Aguascalientes da papa Pio XI, fu consacrato nella cappella del convento delle religiose del Verbo Incarnato a San Antonio nel 1928. Nel 1929 fu trasferito alla sede residenziale di Aguascalientes.
Da vescovo, diede corpo al suo progetto e fondò le Suore Maestre Cattoliche del Sacro Cuore.
Papa Pio XII nel 1947 lo nominò Assistente al Soglio Pontificio.
L'inchiesta diocesana per la beatificazione e canonizzazione del vescovo si aprì nel 1996 e si chiuse nel 1997; il 16 giugno 2017 papa Francesco autorizzò la promulgazione del decreto che riconosceva le virtù eroiche di López y González, attribuendogli il titolo di venerabile.

## Genealogia episcopale
La genealogia episcopale è:
- Cardinale Scipione Rebiba
- Cardinale Giulio Antonio Santori
- Cardinale Girolamo Bernerio, O.P.
- Arcivescovo Galeazzo Sanvitale
- Cardinale Ludovico Ludovisi
- Cardinale Luigi Caetani
- Cardinale Ulderico Carpegna
- Cardinale Paluzzo Paluzzi Altieri degli Albertoni
- Papa Benedetto XIII
- Papa Benedetto XIV
- Papa Clemente XIII
- Cardinale Marcantonio Colonna
- Cardinale Giacinto Sigismondo Gerdil, B.
- Cardinale Giulio Maria della Somaglia
- Cardinale Carlo Odescalchi, S.I.
- Vescovo Joaquín Fernández de Madrid y Canal
- Arcivescovo Clemente de Jesús Munguía y Núñez
- Arcivescovo Pelagio Antonio de Labastida y Dávalos
- Arcivescovo Eulogio Gregorio Clemente Gillow y Zavalza
- Arcivescovo Santiago de Zubiría y Manzanera
- Vescovo Ignacio Valdespino y Díaz
- Vescovo José de Jesús López y González